# Empíreo

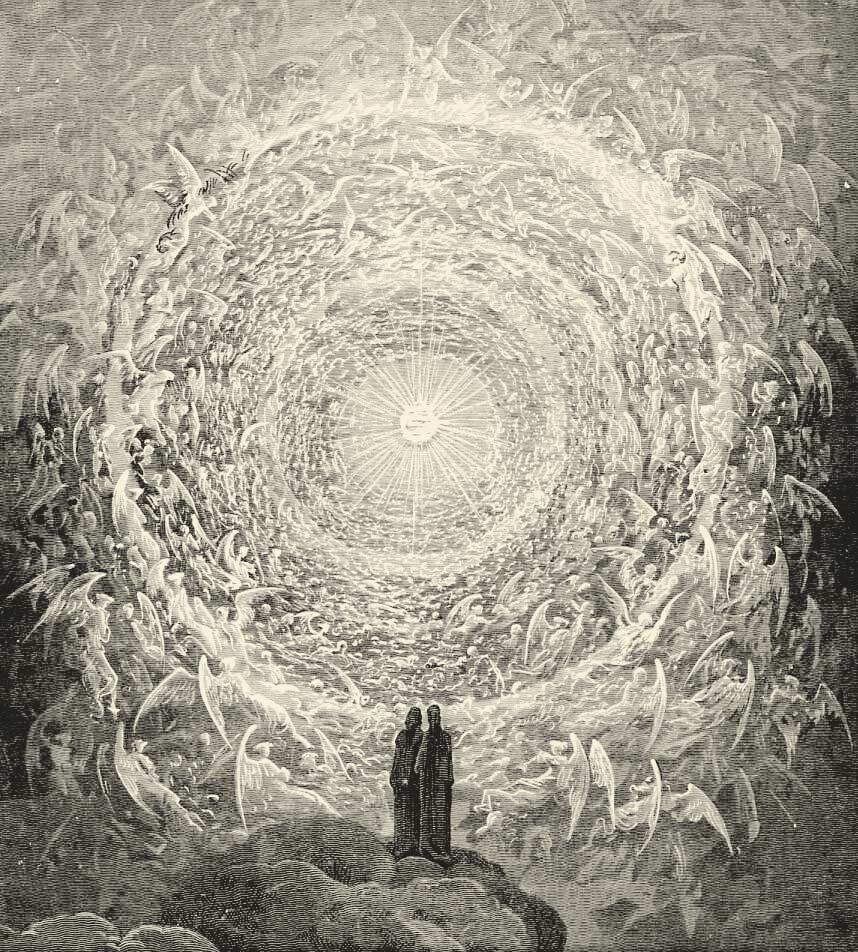
O Empíreo da Divina Comédia, ilustrado por Gustave Doré

Empíreo vem do latim medieval empyreus que vem do latim clássico empyrus, uma adaptação do grego antigo émpyros (ἔμπυρος), "no fogo (pira/pyros)". Em suma, Céu Empíreo é o lugar no mais alto dos paraísos (reservado para anjos, deuses, santos e seres abençoados) que em cosmologias antigas acreditava-se ser ocupado pelo elemento fogo (ou éter na filosofia natural de Aristóteles). Se relaciona com o conceito aristotélico de motor imóvel.

## Uso na literatura
O empíreo era, assim, usado como um nome para o que está acima do firmamento, na literatura cristã. Santo Tomás de Aquino, na Summa Theologiae (I, q. 61, 4), identifica-o como o lugar em que Deus criou os anjos, não porque estes, criaturas espirituais que são, necessitassem de um lugar físico, mas para ostentar com isso às criaturas corporais que os anjos as presidem, sendo mais excelentes que elas. Na Divina Comédia, era a morada de Deus e dos abençoados, seres celestiais tão divinos que eram feitos de pura luz, e da fonte da luz e da criação. A palavra é usada tanto como um substantivo e como adjetivo. Têm a mesma origem grega as palavras científicas empyreuma e empireumático, aplicadas ao cheiro característico da queima ou carbonização de matéria vegetal ou animal.

## Uso na música
Figura no título The Empyrean, décimo álbum do músico John Frusciante.